# Nico Brands

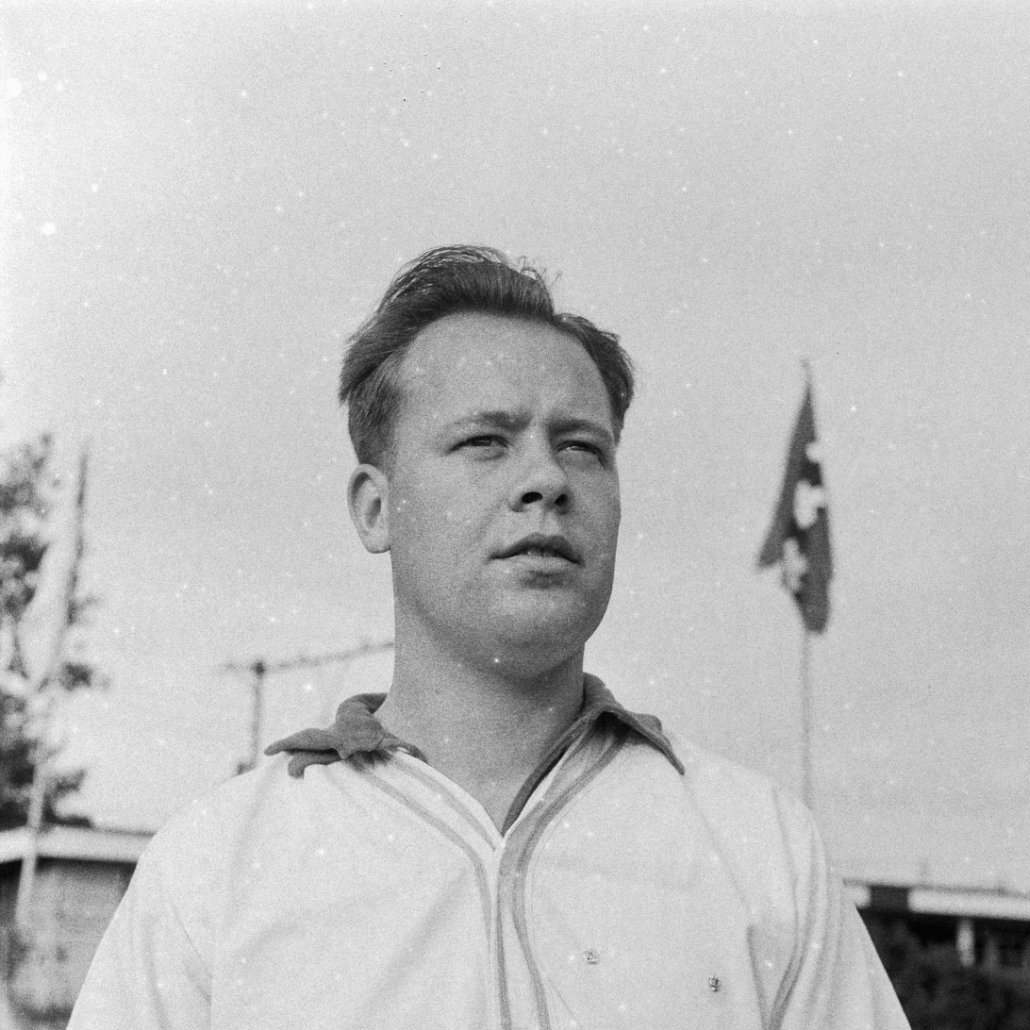
Nico Brands in 1957.

Nico Brands is een voormalig Nederlands honkballer.
Brands maakte tussen 1956 en 1958 als werper deel uit van het Nederlands honkbalteam. Hij kwam in negen officiële interlands uit voor het team. In 1957 en 1958 won hij met het team de Europese titel. Brands kwam uit in de hoofdklasse voor onder meer de Giants in Diemen. De opvolger van deze club, TIW Survivors, reikt nog elk jaar de Nico Brands-trofee uit voor de beste werper.